# Ümit Ünal
Ümit Ünal (nascut el 14 d'abril de 1965 a Tire, província d'Esmirna), és un director de cinema, guionista i autor turc. És guionista de vuit llargmetratges, inclosos Teyzem (La meva tia) (1986), Hayallerim, Askim ve Sen (Els meus somnis, el meu amor i tu) (1987). El seu primer llargmetratge com a director és 9, que va guanyar molts premis en diversos festivals de cinema i va ser seleccionada per representar Turquia a l'Oscar a la millor pel·lícula de parla no anglesa el 2003. Va escriure i dirigir set llargmetratges, inclosos Anlat İstanbul, Ara, Gölgesizler, Ses i Nar. També ha escrit llibre i viu a Istanbul com a escriptor i director freelance.

## Filmografia

### Com a director
- 9 (2002 film) (2001)
  - 2002 Festival Internacional de Cinema d'Istanbul - Millor pel·lícula turca de l'any, millor actriu (Serra Yılmaz)
  - 2002 Festival de Cinema d'Ankara - Millor guió, Millor actor - Fikret Kuşkan
  - 2002 14. Festival de cinema d'Ankara - Onat Kutlar Millor guió, director prometedor
- Anlat İstanbul (Contes d'Istanbul, 2005)
  - 2005 Festival Internacional de Cinema d'Istanbul - Millor pel·lícula turca de l'any, millor actriu (Yelda Reynaud)
  - 2005 Adana Golden Boll International Film Festival - Millor pel·lícula, millor muntatge, millor director de fotografia
  - 2005 MedFilm Festival-Roma - Premi Expressió Artística (Idea Original).
  - 2006 Festival Internacional de Cinema de Bangkok - Menció especial a l'excel·lència del jurat
- Ara (2007)
  - 2008 Festival Internacional de Cinema d'Istanbul - Premi Especial del Jurat, Millor Actor (Serhat Tutumluer)
  - 2008 Festival Internacional de Cinema d'Adana - Millor guió, millor muntatge, millor actriu (Selen Uçer)
- Gölgesizler (Sense ombra, 2009)
- Kaptan Feza (Capità Espai) (2010)
- Ses (La veu) (2010)
- Nar (La magrana) (2011)
  - 2011 Festival de Cinema Taronja Daurada d'Antalya l - Premi especial del jurat
- Aşk, Büyü vs. (Amor, paraules i tot allò, 2019)
  - 2002 Festival Internacional de Cinema d'Istanbul - Premi Tulipa d'Or, premi al millor guió i a la millor actriu
  - 2021 XXVI Fire!! Mostra Internacional de Cinema Gai i Lesbià - Premi a la millor pel·lícula[3]

### Com a guionista
- Teyzem (la meva tia) (1986) (Director: Halit Refiğ) (Milliyet Newspaper Screenplay Competition, First Prize)
- Milyarder (El bilionari) (1987) (Director: Kartal Tibet)
- Hayallerim, Aşkım ve Sen (Els meus somnis, el meu amor i jo) (1987) (Director: Atıf Yılmaz)
- Arkadaşım Şeytan (El meu amic el Diable) (1988) (Director: Atıf Yılmaz)
- Piano Piano Bacaksız (Piano Piano Shorty) (1989) (Director: Tunç Başaran)
- Berlin in Berlin (1992) (Director: Sinan Çetin)
- Amerikalı (L'americà) (1993) (Director: Şerif Gören)
- Yaz Yagmuru (Pluja d'estiu) (1993) (Director: Tomris Giritlioğlu)

## Llibres publicats
- Amerikan Güzeli (American Beauty) (1993) (Stories, Oglak Publishing)
- Aşkın Alfabesi (L'alfabet de l'amor) (1996) (Novel·la, İyi Seyler Publishing)
- Kuyruk (La cua) (2001) (Novel·l, Oglak Publishing)
- Işık Gölge Oyunları (Joc de llums i obres) (2012) (Autobiografia, Yapı Kredi Publishing)